# 16 Rezerwowa Dywizja Piechoty (Cesarstwo Niemieckie)
16 Rezerwowa Dywizja Piechoty (niem. 16. Reserve-Division)  – związek taktyczny Armii Cesarstwa Niemieckiego. 
W sierpniu 1914 rozwinięto w Niemczech do etatów wojennych istniejące w okresie pokoju związki operacyjne (armie) i związki taktyczne. W tym też miesiącu z rekrutów, rezerwistów i ochotników znajdujących się  w korpuśnych ośrodkach szkoleniowych zorganizowano jednostki rezerwowe.

W składzie VIII Rezerwowego Korpusu Armijnego została rozwinięta między innymi 16 Rezerwowa Dywizja Piechoty. W I wojnie światowej dywizja walczyła na froncie zachodnim.

## Struktura organizacyjna
Skład w sierpniu 1914:
- dowództwo dywizji
- 29 Rezerwowa Brygada Piechoty
  - 29 rezerwowy pułk piechoty
  - 65 rezerwowy pułk piechoty
- 31 Rezerwowa Brygada Piechoty
  - 28 rezerwowy pułk piechoty
  - 68 rezerwowy pułk piechoty
- 16 rezerwowy pułk artylerii polowej
- 2 rezerwowy pułk jazdy ciężkiej